# Powiat doliński (Galicja)
Powiat doliński – dawny powiat kraju koronnego Królestwo Galicji i Lodomerii, istniejący w latach 1867–1918.
Siedzibą c.k. starostwa była Dolina. Powierzchnia powiatu w 1879 roku wynosiła 25,1765 mil kw. (1448,66 km²), a ludność 71 588 osób. Powiat liczył 92 osady, zorganizowane w 74 gminy katastralne.
Na terenie powiatu działały 3 sądy powiatowe – w Dolinie, Bolechowie i Rożniatowie.

## Starostowie powiatu
- Ferdynand Kramer (1870–1871)
- Karol Kolarzowski (1879)
- Walery Barański (1882)
- Rudolf Ciszka (1890)

## Komisarze rządowi
- Juliusz Niewiadomski (1870–1871)
- Maciej Kubelka (1879–1882)
- Leopold Hlawaty (1890)